# Музей сучасного українського мистецтва Корсаків

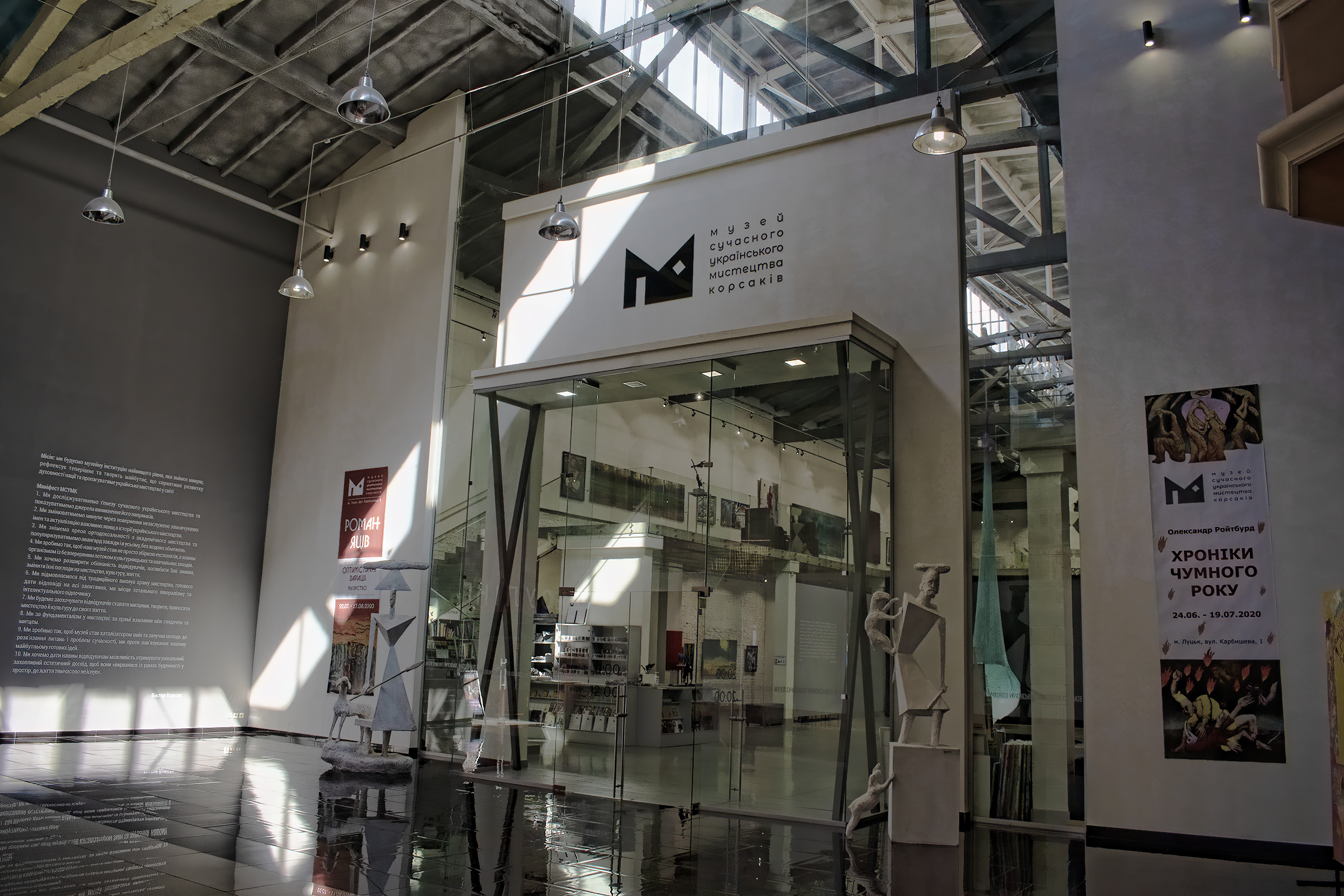
Вхід до музею

Музе́й суча́сного украї́нського мисте́цтва Корсаків (англ. The Korsak's Museum of Ukrainian Modern Art), скорочено МСУМК — художній музей в місті Луцьку, Україна. Заснований у 2018 році, є найбільшим в Україні музеєм сучасного національного мистецтва. В ньому зібрані картини, графіка, скульптури, відеоматеріали, інсталяції починаючи із середини XX століття до сучасності.
Місія МСУМК формулюється так: «Ми будуємо музейну інституцію найвищого рівня, яка змінює минуле, рефлексує теперішнє та творить майбутнє, що сприятиме розвитку духовності нації та пропагуватиме українське мистецтво у світі».

## Опис
Музей розташований у Луцьку в культурно-розважальному комплексі «Адреналін Сіті», на вулиці Карбишева, 1. Його приміщення перебуває в цехах колишнього картонно-руберойдного заводу. Під музей їх переобладнано за проєктом архітектора Сергія Гонтара на основі ідеї італійського архітектора Рензо Боателлі та видатного українського скульптора Петра Антипа. Загальна площа музею складає 12500 м².
У музейному комплексі представлено роботи понад 300 видатних українських митців,  загалом понад 700 арт-об'єктів, що представляють такі мистецькі напрямки як живопис, графіка, скульптура, інсталяція, відео-арт — тут зібрана колекція творів мистецтва українських авторів XX-XXI століть, визнаних найкращими. З-поміж них роботи, виконані в широкому наборі мистецьких напрямів, від реалізму та соціалістичного реалізму до модерну, абстракціонізму, сюрреалізму й т. ін.
Колекція розпочинається з 1930-их років, з робіт Леопольда Левицького, а закінчується сьогоденням, залом, де експонуються змінні виставки сучасних митців. Зали музею поділені як хронологічно за роками, так і за школами та групами.

## Історія
Ідейним початком створення приватного музею стала Галерея сучасного мистецтва «Арт-кафедра», яка відкрилась у квітні 2014 року і за час своєї роботи провела десятки виставок, культурно-мистецьких суаре, творчих конкурсів. У 2016 році Галерея виступила організатором мистецького форуму «WestArt Forum UA» та співорганізатором фестивалю сучасного урбаністичного мистецтва «ПоліхромА». МСУМК відкрився 24 серпня 2018 року.
Фундатором та натхненником першого в Україні музею сучасного українського мистецтва стала родина Корсаків.
Музей Корсаків створений з метою розвитку духовності нації, пропагування українського мистецтва у світі шляхом презентації яскравих творчих здобутків художньої культури XX століття, знайомства відвідувачів з сучасним мистецтвом через авторські проєкти, інсталяції, перформанси.
Широка програма виставкової, освітньої, наукової-дослідницької та видавничої діяльності, яку проводить Музей сучасного українського мистецтва Корсаків, відображає актуальні процеси в українській культурі та відкриває можливості для публічного діалогу і створення нових творів.

## Колекція

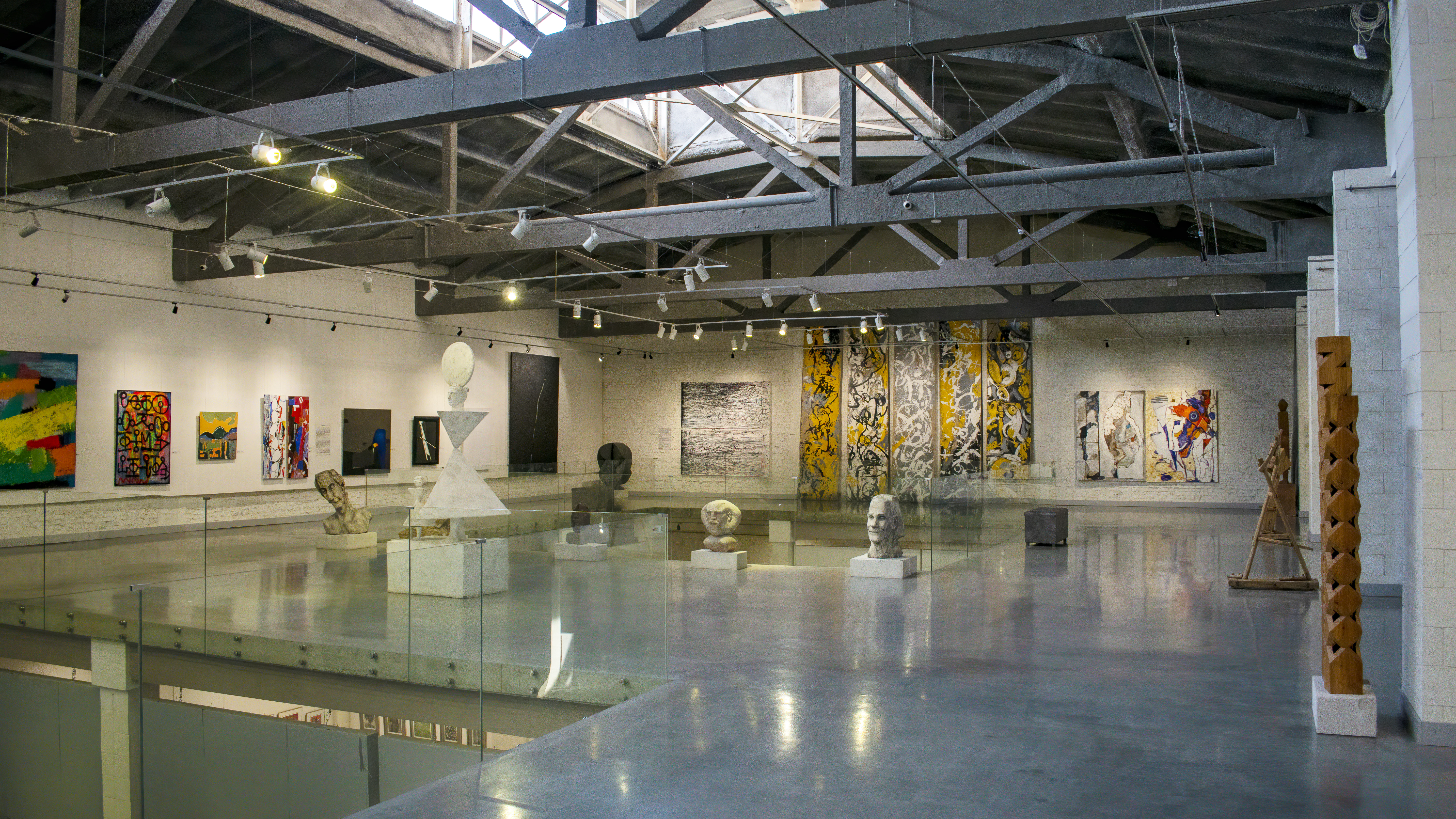
Експозиція на другому поверсі музею

В постійній експозиції представлений ранній твір основоположника кубізму в скульптурі, всесвітньо відомого українського митця Олександра Архипенка «Оголена» (1907) та роботи корифеїв львівського модернізму: Олени Кульчицької, Романа Сельського, Леопольда Левицького та Ярослави Музики.
Північно-західний осередок нонконформістського мистецтва представлено творами Андрія Ментуха, Петра Гулина, Богдана Пікулицького, Дмитра Стецька, Любомира Медвідя, Миколи Кумановського; Олександра Аксініна, Богдана Сороки, Івана Остафійчука та ін.
Південно-східна школа нонконформізму репрезентована Валерієм Басанцем, Олександром Стовбуром, Володимиром Лободою, Олегом Волошиновим, Віктором Маринюком, Сергієм Савченком, Василем Садом, Володимиром Цюпком, Людмилою Ястреб, Світланою Юсім.
Київська школа представлена творами Олександра Дубовика, Миколи Малишка, П. Малишка, Ніни Денисової, Петра Гончара.
В експозиції МСУМК також є роботи художників, які творили «посттоталітарний ренесанс» після розпаду СРСР, зокрема Тіберія Сільваші, Михайла Кривенка, Анатолія Криволапа, Костя Борисюка тощо.
Постмодерністські прояви, що виразилися у зверненні до фігуративного живопису, графіки, але в іншому, глибоко іронічному прочитані представлені у працях Влодка Кауфмана, Юрія Іздрика, Петра Бевзи, Петра Антипа, Ігоря Романка, Роберта Саллера, Анатолія Твердого та ін.
У музеї є велика добірка мистецьких об'єктів молодих художників, які репрезентують актуальне мистецтво, зокрема Катерини Ганейчук, Петра Ряски, Руслана Тремби, Сергія Радкевича, Віктора Мельничука, Олега Сусленка, Ганни Шумської, Миколи Молчана, Олекси Фурдіяки, Беати Корн, Сергія Григоряна та ін.

## Активності
Змінна експозиція регулярно представляє твори провідних вітчизняних та закордонних митців. Реалізує освітні програми задля розвитку духовної культури української нації. Надає можливість продавати твори на вернісажах.   
У музеї з 2019 року діє дослідницька платформа «Генеза», яка складається з окремих великих кураторських проєктів, які вивчають творчі угрупування, напрямки та окремі унікальні явища в українському мистецтві. Проєкт передбачає крім експонування самих творів також обговорення, дискусії, лекції та випуск серії дослідницьких матеріалів.
МСУМК розвиває  проєкт «Крок на шляху мистецтва», який був започаткований у рамках роботи галереї сучасного мистецтва «Арт Кафедра», що сприяє творчим пошукам молодої генерації українських митців та відкриває нові таланти.
Музей щорічно проводить фестиваль сучасного урбаністичного мистецтва «ПоліхромА», який став унікальним арт-простором та  об'єднав у собі різні напрямки сучасного мистецтва, включаючи мурал-арт, стріт-арт, виставки інсталяцій, графіки, перформанси, боді-арт, відео-арт, майстер-класи та арт-лекції. Виконані на ньому твори, такі як графіті й мурали, експонуються поза стінами музею. Перший фестиваль відбувся у 2016 році, його роботи прикрашають стіни будівель на території «Адреналін Сіті».

## Музей Миколи Кумановського

Картини Миколи Кумановського в МСУМК

У липні 2018 року відкрито Художньо-меморіальний музей Миколи Кумановського, який став структурним підрозділом МСУМК. Музей Кумановського демонструє меморіальні інструменти художника (офортний станок, пензлі, мастихін, старий мольберт тощо) та його мистецьку біографію. Підґрунтям експозиції стали 308 робіт Кумановського, переданих 2014 року «Арт-кафедрі». Це стала перша приватна колекція образотворчого мистецтва в Луцьку такого розміру.
Фонд музею містить 71 твір малярства, 28 творів друкованої графіки, 177 — авторської графіки, 31 — акварель.

## Проєкт «Космогонія»

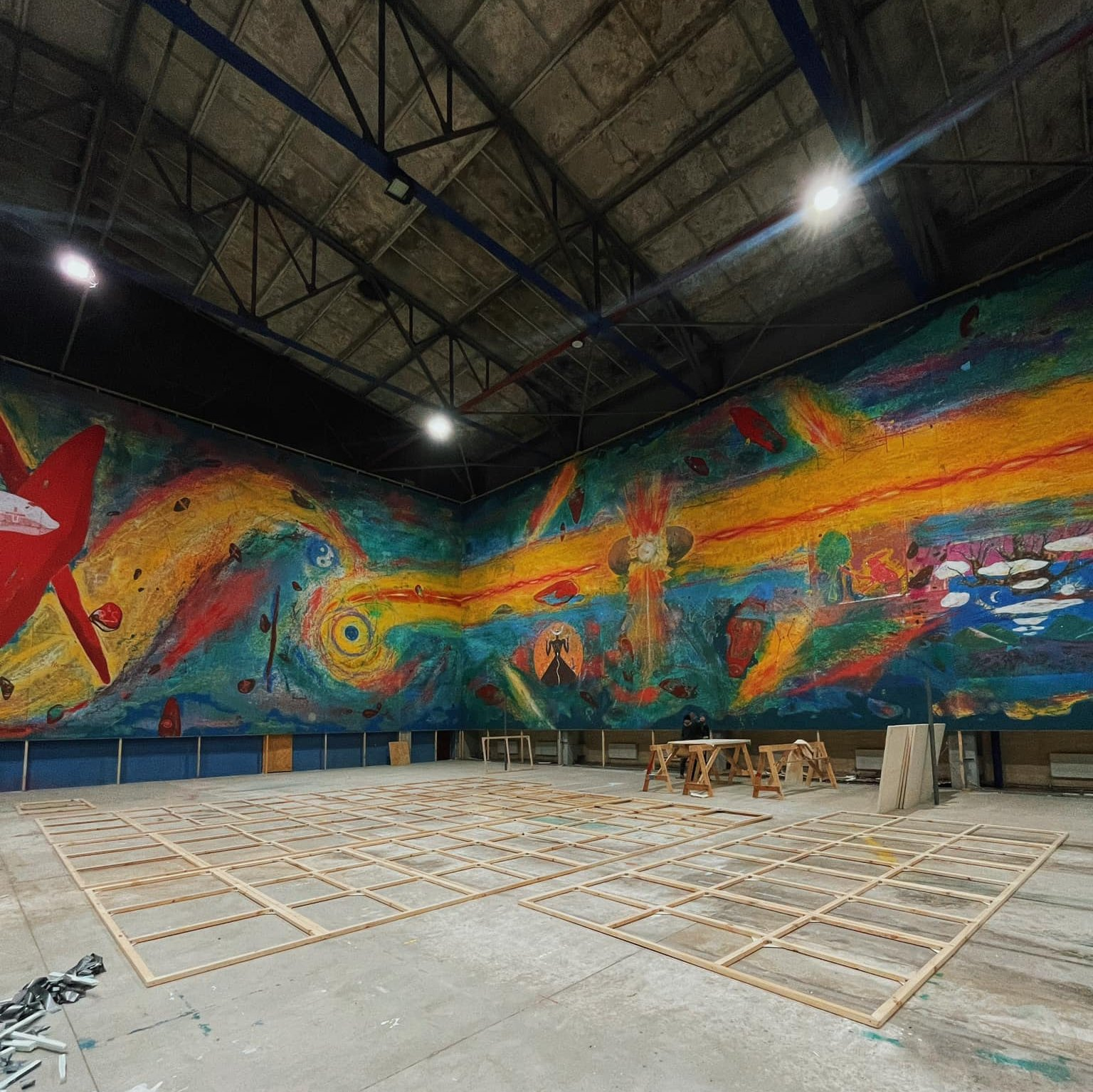
Фрагмент полотна «Космогонія»

12 листопада 2022 року Музей сучасного українського мистецтва Корсаків започаткував арт-проєкт «Космогонія», у рамках якого впродовж 18 місяців відомий український художник Петро Антип писав картину площею 2000 кв. м, яка стане найбільшою у світі. Висота полотна сягає 10 м, а довжина — 200 м. Площа складає 2 000 м2 і сформована з орієнтовно 300 фрагментів, кожен із яких одночасно буде окремим самостійним артоб'єктом. Мистецьке дійство Петра Антипа тривало понад 3000 годин і планувалося як найдовший перфоманс у світі.
Арт-проєкт «Космогонія» задуманий як переосмисленням зображення історії від Великого вибуху до сьогодення та рефлексія про розвиток людства і сучасної людини. Проект «Космогонія» має на меті відобразити взаємодію добра і зла протягом часу у трьох вимірах: релігійному, філософському та міфологічному. У рамках арт-проєкту у Музеї Корсаків відбувалися різноманітні заходи, пов'язані з тематикою «Космогонії»: мистецькі акції, майстер-класи, пізнавальні лекції, наукові форуми, конференції тощо. Це дозволило відвідувачам не лише отримати відповіді на непрості питання, а й сформулювати власне бачення генези Всесвіту.
28 вересня 2024 року відбулося відкриття картини «Космогонія» та її реєстрація в Національному реєстрі рекордів України в категорії «найбільша площа картини». Символізм картини пояснює трактат Віктора Корсака та Петра Антипа «Космогонія добра та зла, або Про що не знав Заратустра».

## Визнання
Родина Корсаків стала Першим володарем нагороди, запровадженої Президентом Торгово-промислової палати України Генадієм Чижиковим, за вклад в розвиток вітчизняної культури «ЩЕДРИК AWARD» за створення у 2018 році в місті Луцьк «Музею сучасного українського мистецтва Корсаків»

## Про музей у ЗМІ
1. У Луцьку відкрився музей сучасного українського мистецтва корсаків — be-inart.com [Архівовано 20 лютого 2019 у Wayback Machine.]
2. «Найважливіша подія за рік», — Віктор Чухрай про Музей сучасного українського мистецтва Корсаків — Луцьк. Район. [Архівовано 20 лютого 2019 у Wayback Machine.]
3. У Луцьку відкрили унікальний музей — Громадське. Волинь [Архівовано 20 лютого 2019 у Wayback Machine.]
4. У Луцьку відкрили перший в Україні Музей сучасного українського мистецтва — ЗІК [Архівовано 19 лютого 2019 у Wayback Machine.]
5. У Луцьку запрацював музей майбутнього — Волинські новини [Архівовано 20 лютого 2019 у Wayback Machine.]
6. Музей Корсаків відкриває Академію Сучасного Мистецтва — Луцьк. Район [Архівовано 20 лютого 2019 у Wayback Machine.]
7. «Живописний заповідник»: у Луцьку експонують полотна київських художників — Волинські новини [Архівовано 20 лютого 2019 у Wayback Machine.]
8. У Музеї Корсаків відкриють епатажну виставку. фото 16+  - Таблоїд Волині [Архівовано 9 лютого 2019 у Wayback Machine.]
9. Як Луцьк отримав нову туристичну фішку — музей сучасного українського мистецтва [Архівовано 3 травня 2019 у Wayback Machine.]
10. Луцьк розповів про плани на туристичний сезон [Архівовано 3 травня 2019 у Wayback Machine.]
11. Культурна перлина Луцька - музей сучасного українського мистецтва Корсаків - iluchanyn.com [Архівовано 16 грудня 2021 у Wayback Machine.]